# David Barker (epidemiólogo)
David James Purslove Barker (Londres, 29 de junio de 1938 – 27 de agosto de 2013) fue un médico y epidemiólogo británico, creador de la Hipótesis Baker, la cual afirma que las afecciones fetales y del lactante temprano tienen un efecto acondicionador permanente en el metabolismo del cuerpo y las afecciones crónicas más adelante en la vida.

## Biografía
Hijo de Hugh Barker, un ingeniero, y Joye, una violonchelista, Barker desarrolló en Oundle School su interés por la Historia Natural, que le dio acceso especial a las aulas de biología para estudiar sus hallazgos. El Museo de Historia Natural le pidió posteriormente montar una expedición para recolectar especímenes de plantas de la isla islandesa en alta mar de Grimsey.
Estudió medicina en el Guy's Hospital de Londres, pero mantuvo su interés por la Historia Natural, y publicó primer su primer paper en la revista Nature en 1961. Después de graduarse en 1962, se centró en la investigación en el departamento de medicina social de la Universidad de Birmingham. En 1969, luego de obtener una beca de la Medical Research Council, Barker se trasladó con su familia a Uganda, para investigar la infección Mycobacterium ulcerans ("Buruli ulcer"), demostrando que dicha infección era provocada por las cañas afiladas que crecían cerca del río Nilo las cuales causaban heridas a su paso y de dichas heridas surgía la infección y no por mosquitos como era comúnmente pensado.  
Volvió a Inglaterra en 1979 donde fue nombrado profesor de Epidemiología clínica en la Universidad de Southampton, y en 1984 fue nombrado director de la Unidad de Epidemiología Ambiental de la Medical Research Council. Allí hizo las observaciones sobre la relación geográfica entre la mortalidad neonatal y posneonatal y las enfermedades cardíacas. Consiguió el Premio GlaxoSmithKline en 1994 por su trabajo.
Barker fue elegido Miembro de la Royal Society y miembro de la Academia de las Ciencias Médicas en 1998 y fue nombrado por la CBE en 2006.